# Naves, Corrèze
Naves este o comună în departamentul Corrèze din centrul Franței. În 2009 avea o populație de 2.335 de locuitori.

## Evoluția populației
| An        | 1975  | 1982  | 1990  | 1999  | 2006  | 2009  |
| --------- | ----- | ----- | ----- | ----- | ----- | ----- |
| Populație | 1.534 | 1.912 | 2.187 | 2.037 | 2.245 | 2.335 |